# Atletismo nos Jogos Pan-Americanos de 1987 - Salto em distância feminino
A prova do salto em distância feminino nos Jogos Pan-Americanos de 1987 foi realizada em 13 de agosto em Indianápolis, Estados Unidos.

## Resultados
| Posição           | Nome              | Nacionalidade         | #1   | #2 | #3   | #4   | #5   | #6   | Marca | Notas |
| ----------------- | ----------------- | --------------------- | ---- | -- | ---- | ---- | ---- | ---- | ----- | ----- |
| Medalha de ouro   | Jackie Joyner     | USA Estados Unidos    | 7.13 | x  | 7.25 | 7.21 | 7.15 | 7.45 | 7.45  | =WR   |
| Medalha de prata  | Jennifer Innis    | USA Estados Unidos    |      |    |      |      |      |      | 6.85  |       |
| Medalha de bronze | Eloína Echevarría | CUB Cuba              |      |    |      |      |      |      | 6.42  |       |
| 4                 | Cynthia Henry     | JAM Jamaica           |      |    |      |      |      |      | 6.38  |       |
| 5                 | Madeline de Jesús | PUR Porto Rico        |      |    |      |      |      |      | 6.28  |       |
| 6                 | Glen Marie David  | ANT Antígua e Barbuda |      |    |      |      |      |      | 5.60  |       |